# Алекс Расмуссен
Алекс Расмуссен  (дан. Alex Rasmussen, 9 червня 1984) — данський велогонщик, олімпійський медаліст.

## Виступи на Олімпіадах
| Олімпіада  | Дисципліна                                 | Місце |
| ---------- | ------------------------------------------ | ----- |
| Пекін 2008 | Командна гонка переслідування, 4000 метрів | 2     |
| Пекін 2008 | Медісон                                    | 6     |